# Văn Tiến Dũng
 (décembre 2024).
Văn Tiến Dũng, né le 2 mai 1917 à Hanoï et mort le 17 mars 2002 dans la même ville, est un général de l'Armée populaire vietnamienne, principalement connu pour avoir organisé et mené à bien la campagne Hô-Chi-Minh qui mit un terme à la guerre du Viêt Nam. Par la suite, il fut ministre de la défense au sein du gouvernement de Phạm Văn Đồng entre 1980 et 1987.

## Biographie
Văn Tiến Dũng voit le jour au sein d'une famille paysanne de Hanoï.
En 1936 (ou en novembre 1937 selon d'autres sources), il rejoint le Parti communiste vietnamien.
Emprisonné par les autorités françaises pour ses activités politiques, il s'évade en 1944 et participe à la lutte contre l'occupant japonais.
En janvier 1945, les autorités coloniales françaises le condamne à la peine de mort.
En août 1945, il ordonne aux troupes du Việt Minh de s'emparer du pouvoir dans les provinces de Hòa Bình, Ninh Bình et Thanh Hóa.
En octobre 1953, alors que la guerre d'Indochine bat son plein, il est nommé chef d'état-major (en) de l'Armée populaire vietnamienne aux ordres du généralissime Võ Nguyên Giáp. Durant les deux décennies suivant cette nomination, il est considéré comme le numéro deux de l'Armée populaire vietnamienne après Giáp.
Durant l'offensive de Pâques en 1972, il commande les troupes sur le front Trị-Thiên-Huế qui revêt une importance vitale pour les communistes vietnamiens. Dũng planifie et supervise la campagne Hô-Chi-Minh, c'est-à-dire l'offensive finale de l'Armée populaire vietnamienne lui permettant de prendre Saïgon et de mettre ainsi un terme à la guerre du Viêt Nam.
En février 1980, il est nommé ministre de la Défense au sein du gouvernement de Phạm Văn Đồng. N'étant pas élu délégué officiel, il n'assiste par conséquent pas au 6e congrès national du Parti communiste vietnamien (en) en décembre 1986, ce qui l'empêche d'être nommé au bureau politique et reconduit dans ses fonctions ministérielles.
Il est décédé le 17 mars 2002 à 17 h 30 heure locale à l'hôpital militaire 108 (en) de Hanoï.

## Postérité
Des rues portent son nom à Da Nang, Sơn La et Hué, ainsi que dans la capitale Hô Chi Minh-Ville.